# Отмывка
Отмывка (в картографии) — способ изображения рельефа местности методом теневой пластики при косом, реже отвесном освещении. Также отмывкой называют пластическое полутоновое изображение рельефа путём наложения теней. 
Отмывка создаёт иллюзию выпуклости изображённого рельефа. Использование отмывки делает карту внешне более привлекательной. Применяется с XIX века.
Обычно отмывку применяют при:
- боковом освещении, когда источник света находится в левом верхнем углу карты;
- отвесном освещении, когда свет падает сверху;
- комбинированном освещении, когда местность считается освещенной с разных сторон.

В настоящее время применяют как ручную отмывку, так и отмывку фотомеханическим и цифровым (компьютерным) методами. Вручную тени накладываются кистью или карандашом (тушёвка).
Автоматическая отмывка выполняется на основе цифровых моделей рельефа в виде растрового полутонового изображения.
Отмывка также широко используется в изобразительном искусстве, архитектуре.